# درخت چانکیری

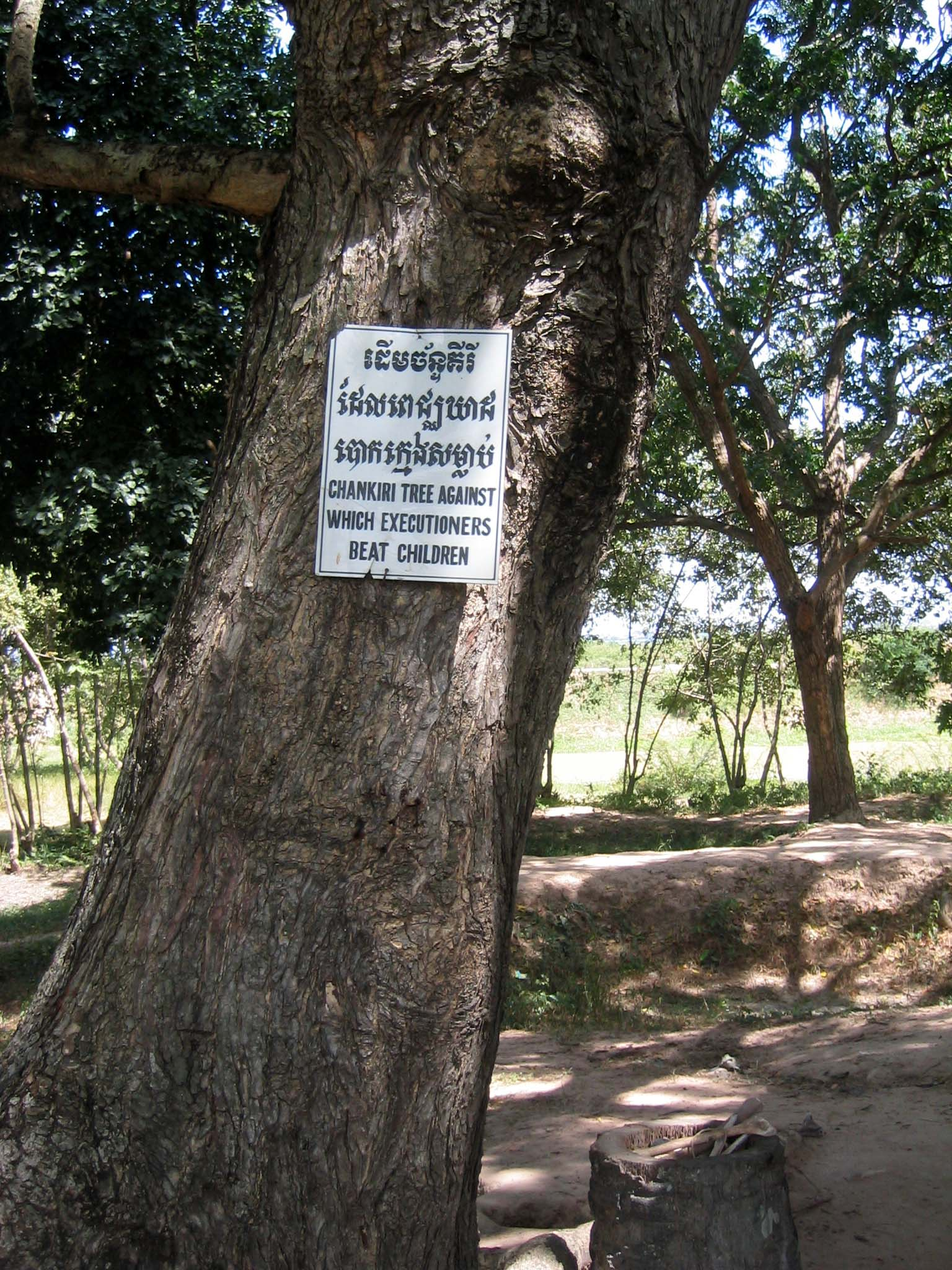
یک درخت چانکیری. تابلو می‌گوید درخت چانکیری که جلادها بچه‌ها را به آن می‌بستند و می‌زدند.

درخت چانکیری یا درخت کشتن درختی در میادین کشتار کامبوج که بچه‌ها و نوزادان به آن بسته و تکه‌تکه می‌شدند، زیرا والدینشان متهم به جرایمی علیه خمرهای سرخ بودند. این کار به این دلیل انجام می‌شد تا بچه‌ها «نتوانند بزرگ شوند و انتقام قتل والدینشان را بگیرند.» برخی از سربازان حین زدن بچه‌های بسته به درخت می‌خندیدند. نخندیدن ممکن بود نشانهٔ همدردی تلقی شود، خود آنان را هدف قرار دهد.